# Santiago (Agusan del Norte)
Santiago è una municipalità di quarta classe delle Filippine, situata nella Provincia di Agusan del Norte, nella Regione di Caraga.
Santiago è formata da 8 baranggay:
- Curva
- Estanislao Morgado
- Jagupit
- La Paz
- Poblacion I
- Poblacion II
- San Isidro
- Tagbuyacan